# گردش موجودی کالا
گردش موجودی کالا، (به انگلیسی: Inventory Turnover) در حسابداری نسبتی است، که نشان می‌دهد موجودی کالا و مواد شرکت، در یک بازه مشخص، (مانند یک سال مالی) چند بار بفروش رسیده و جایگزین شده‌است.
گردش موجودی کالا معمولاً به صورت زیر محاسبه می‌شود:
{\displaystyle {\mbox{Inventory Turnover}}={\frac {\mbox{Cost of Goods Sold}}{\mbox{Average Inventory}}}}
بهتر است گردش موجودی کالا با میانگین صنعت مقایسه شود؛ گردش موجودی کالا پایین دلالت بر فروش ضعیف و افزایش موجودی کالا دارد و نسبت گردش موجودی کالا بالا، دلالت بر توان بالای فروش شرکت خواهد داشت. موجودی کالای بالا ناخوشایند است، زیرا نشان از سرمایه‌گذاری با نرخ بازده صفر دارد.